# Heaven Music
Heaven Music — одна из самых успешных независимых звукозаписывающих компаний в Греции.

## Общие сведения
Основана в 2001 году ANT1 Group. В течение первых пяти лет работала под управлением Георгиоса Левентиса (греч. Γιώργος Λεβέντης).
С момента основания компании Heaven Music заключила эксклюзивный контракт с композитором Фивосом; в 2009 году он прекратил сотрудничество с Heaven Music. Фивос хорошо известен в Греции и Кипре за его работу со многими популярными певцами, он выпустил несколько мульти-платиновых альбомов.
Heaven Music проявляет большой интерес к новым и молодым исполнителям, осуществляет сотрудничество с талант-шоу Fame Story, греческой версией Star Academy. Heaven Music также работает для продвижения артистов за пределами Греции. Так, в 2002 году в Heaven Music начали сотрудничество с Ministry Of Sound, ведущим танцевальным лейблом в Европе, продвигая альбом Деспины Ванди «Привет» (греч. Γειά), который уже сертифицирован как мульти-платиновый в Греции, в Европе и Северной Америке.

## Список артистов
Список артистов, которые по состоянию на 2020 год подписали контракт с Heaven Music.
- Damian
- Eddy Way
- George P. Lemos
- Jake
- Kianna
- Kim (Кимонас Диамантопулос)
- Kon Cept
- PL
- RiskyKidd
- Stelia
- Tina
- T-Loukas
- Walkman the Band
- Ангелос Дионисиу
- Алкистис Протопсалти
- Анастасия Терзи
- Андреас Ламбру
- Анджи Карези
- Анджела Сидиропулу
- Анджела Димитриу
- Вангелис Стамулис
- Валанто Трифонос
- Василис Коттис
- Валандис
- Виви Мастралекси
- Вики Карнези
- Вилли Рази
- Янна Фафалиу
- Йоргос Янниас
- Йоргос Цаликис
- Йоргос Феодору
- Деспина Карли
- Деспина Олимпиу
- Димитра Галани
- Димитрис Космопулос
- Димитрис Басис
- Димитрис Трифонас
- Димитрис Факос
- Елена Греку
- Эльпида Адамиду
- Эвангелия Тасиу
- Танасис Кристаллис
- Фемис Адамантидис
- Каломира
- Константинос Назис
- Константина Апостолопулу
- Костас Македонас
- Костас Мартакис
- Костас Фиотакис
- Костас Харитодипломенос
- Лефтерис Пандазис
- Манос Такос
- Марина Нколопулу
- Михалис Дзуганакис
- Михалис Хадзияннис
- Наташа Феодориду
- Никифорос
- Никос Вертис
- Никос Зоидакис
- Никос Куркулис
- Никос Триккис
- Никос Халкусис
- Николас Христидис
- Панайотис Терзидис
- Панос Мирианфус
- Наира Алексопулу
- Пегги Зина
- Петрос Панагулис
- Поппи Маллиотаки
- Панос Калидис
- Йоанна Поливиу
- Раллия Христиду
- Сакис Рамис
- Софья Зафири
- Софья Ману
- Стелиос Дионисиу
- Стелла Самара
- Стратос Каралис
- Тасос Иоаннидис
- Триандафиллос
- Филиппос Плиацикас
- Фросо Стилиану
- Харис Костопулос
- Христос Киприанидис
- Христос Менидиатис
- Христос Севастос
- Христина Герани
- Христина Голия
- Христина Марагози
- Хриспа

### Бывшие артисты Heaven Music
- C：Real
- Diana
- Droulias Brothers
- Rec
- Script VII (πρώην Diamond)
- Sin Boy
- LAVA (Костас Молцидис)
- TUS
- 48 Hours
- Апостолис Валаруцос
- Ангелос Андреатос
- Александрос Миртос
- Амариллис
- Ангелики Илиади
- Апостолия Зои
- Антонис Вардис †
- Антонис Ремос
- Аспа Цина
- Ангелики Илиади
- Анджи Самиу
- Вангелис Аравантинос
- Василики Дада
- Вирон Цурапис
- Виктория Халкити
- Григорис Петракос
- Яннис Вардис
- Яннис Плутархос
- Йоргос Карапиперис
- Йоргос Даскулидис
- Йоргос Мазонакис
- Йоргос Лианос
- Йоргос Лембесис
- Йоргос Христу
- Йоргос Пападопулос
- Деспина Ванди
- Димитрис Аврамопулос
- Ирина Пападопулу
- Элли Коккину
- Евдокия Кади
- Элеанна Папаиоанну
- Ева Байла
- Танос Петрелис
- Тодорис Феррис
- Феохарис Иоаннидис
- Катерина Стикуди
- Костас Карафотис
- Келли Келекиду
- Конни Метакса
- Константинос Галанос
- Константина
- Костас Главас
- Ифигения
- Ирини Даниил
- Мария Номику
- Маро Литра
- Мэри Вассу
- Мелина Асланиду
- Нэнси Алексиади
- Никос Михас
- Никос Ганос
- Нино
- Нотис Христодулу
- Ольга Паппа
- Паола
- Полину Христодулу
- Панос Псалтис
- Сакис Арсениу
- Салина Гавала
- Стаматис Гонидис
- Стелла Стилиану
- Стафис Рафтопулос
- Стефанос Демосфенус
- Спирос Сиолос
- София Воссу
- Толис Воскопулос
- Фани Дракопулу
- Христос Павлакис
- Христина Колетса
- Христина Салти